# ヴァッロリアーテ
ヴァッロリアーテ（伊: Valloriate）は、イタリア共和国ピエモンテ州クーネオ県にある、人口約100人の基礎自治体（コムーネ）。

## 地理

### 位置・広がり
| 隣接するコムーネは以下の通り。 - デモンテ - ガイオーラ - モイオーラ - モンテロッソ・グラーナ - リッターナ |

#### 地震分類
イタリアの地震リスク階級 (it) では、3s に分類される
。